# Саккомани, Альфред
Альфред Саккомани (итал. Alfred Saccomani; род. 23 ноября 1924 года в Цюрихе, Швейцария — ум. 16 апреля 1994 года в Меннедорфе, Швейцария) — швейцарский шоссейный велогонщик, выступавший в 1924 по 1930 год. 

## Достижения
1926
1-й Тур дю Лак Леман
2-й Тур Северо-Западной Швейцарии
1927
1-й Романсхорн — Женева
1929
3-й Тур дю Лак Леман
1930
3-й Тур дю Лак Леман